# Brauerei Gasthof Eck
Die Brauerei Gasthof Eck ist eine Bierbrauerei im bayerischen Böbrach.

## Geschichte
Der Ortsname „Eck“ ist aus dessen geographischer Lage zu erklären und bedeutet Bergvorsprung. Das dortige Hofanwesen dürfte seine Entstehung der Rodungstätigkteit der Grafen zu Bogen und ihrer Ministerialen im 11. bis 13. Jahrhundert zu verdanken haben, als mehrere Siedlungen in dieser Gegend gegründet und der Ortsname mit rein geographischen Bezeichnungen zusammengesetzt wurde.
Der Hof zu Eck wurde um 1300 erstmals urkundlich erwähnt. Er gehörte zum Schergenamt Böbrach, Hof und Mühle dem Schergen von Böbrach, und wurde dem Kaplan Ruger von Arnbruck auf Leibrecht verliehen. Als Nachfolger im Besitz bzw. in der Nutzung des Hofes und der Mühle zu Eck wurde 1326 Heinrich Horenberger erwähnt.
Einer der nächstfolgenden Besitzer des Hofes zu Eck aus der zweiten Hälfte des 15. Jahrhunderts, der noch festgestellt werden konnte, war Georg Marchel mit seiner Ehefrau. Er wird in der Beschreibung des Hofes zu Eck in dem 1577 angelegten Saalbuch des Kastenamtes Viechtach genannt. Dort heißt es, die Herzöge Johann und Sigmund von Bayern haben ihm am Montag nach Michaeli 1462 (das ist der 4. Oktober 1462) einen Erbrechtsbrief auf den Hof zu Eck, dazu die Schenk- und Bräugerechtigkeit ausgestellt.
Der Besitzer des Hofes und der Brauerei war 1577 Leonhard Vogel. Dieser soll den genannten Erbrechtsbrief vom 4. Oktober 1462 besitzen.

## Biere und Gasthof
Heute stellt die Brauerei ca. 1000 hl dunkles Bier (Wilderer Dunkel) her, das naturtrüb im Gasthof zum Ausschank kommt und über die Brauerei Falter Regen vertrieben wird. Der Gasthof verfügt über 20 Gästezimmer, Tagungsräume sowie etwa 600 Sitzplätze.

## Gebäude
Das Anwesen besteht aus Gasthofgebäude (16. Jahrhundert), Brauereigebäude (Komplettumbau 1970), Hofkapelle (Anfang 18. Jahrhundert) sowie Gesindehaus (17. Jahrhundert) und einem Hallenneuanbau mit Giebeldach aus dem Jahr 1985.